# Kościół św. Benedykta Opata w Imbramowicach
Kościół św. Benedykta Opata w Imbramowicach – zabytkowy rzymskokatolicki kościół, położony w Imbramowicach, w gminie Trzyciąż, w powiecie olkuskim, w województwie małopolskim.
Kościół, dzwonnica, kostnica oraz ogrodzenie zostały wpisane do rejestru zabytków nieruchomych województwa małopolskiego.

## Historia
W 1223 roku istniała w Imbramowicach kaplica drewniana pw. św. Benedykta. Parafię wzmiankują dokumenty z 1326 roku, a drewniany kościół wymienia Jan Długosz w Liber beneficiorum (ok. 1480 r.). Świątynia została opisana po raz ostatni w czasie wizytacji w 1727 roku .
W latach 1732–1736 wybudowano murowany budynek, którego fundatorką była przełożona klasztoru Norbertanek, Zofia Grothówna, oraz archiprezbiter bazyliki Mariackiej w Krakowie, ks. Dominik Lochman. Budowniczym był Józef Krause. 29 kwietnia 1736 roku bp Mikołaj Kunicki poświęcił kościół  .

## Architektura
Obiekt barokowy, jednonawowy, zbudowany na planie prostokąta. Nad głównym portalem znajduje się tablica erekcyjna z datą 1735. Ołtarze boczne późnobarokowe z obrazami Ecce Homo i Matki Bożej Częstochowskiej, namalowane w latach 30. XX w. przez Bolesława Rutkowskiego .

## Wystrój i wyposażenie
- Ambona i dwa ołtarze późnobarokowe, modernizowane w późniejszym okresie[6] ;
- dwa późnobarokowe portale z „marmuru” dębnickiego[6] ;
- obraz Śmierć św. Benedykta w ołtarzu głównym, autor Wojciech Eljasz-Radzikowski[2];
- późnobarokowa polichromia figuralna na ścianach[6] ;
- monstrancja barokowa z I połowy XVIII wieku[2];
- kielich z 1613 roku[2].

## Otoczenie
- W murowane ogrodzenie wkomponowane są: dzwonnica i kostnica. Budynki są murowane, barokowe, nakryte dachem łamanym kryte gontem. Obok kostnicy rośnie lipa drobnolistna - pomnik przyrody.

## Galeria

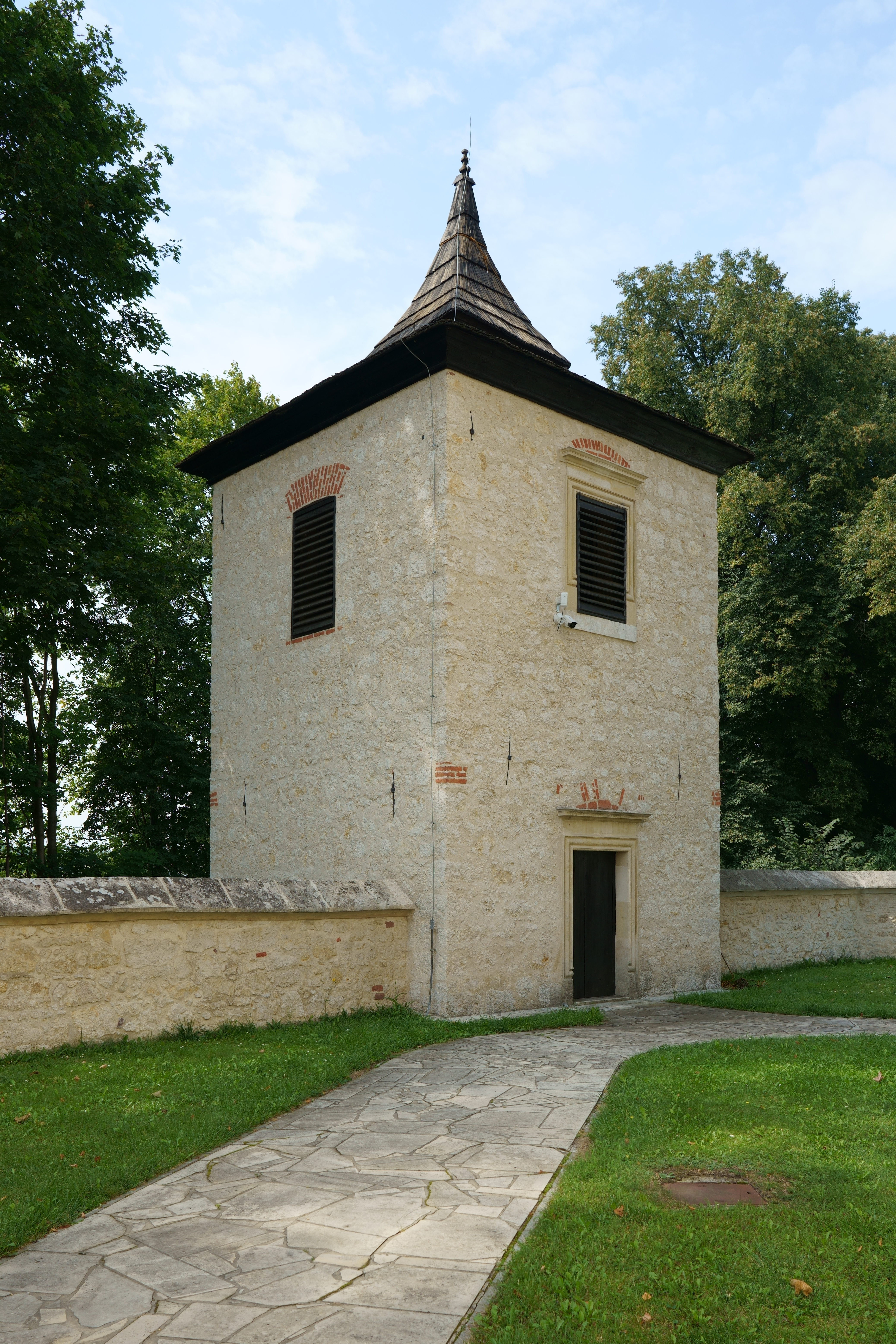
Dzwonnica
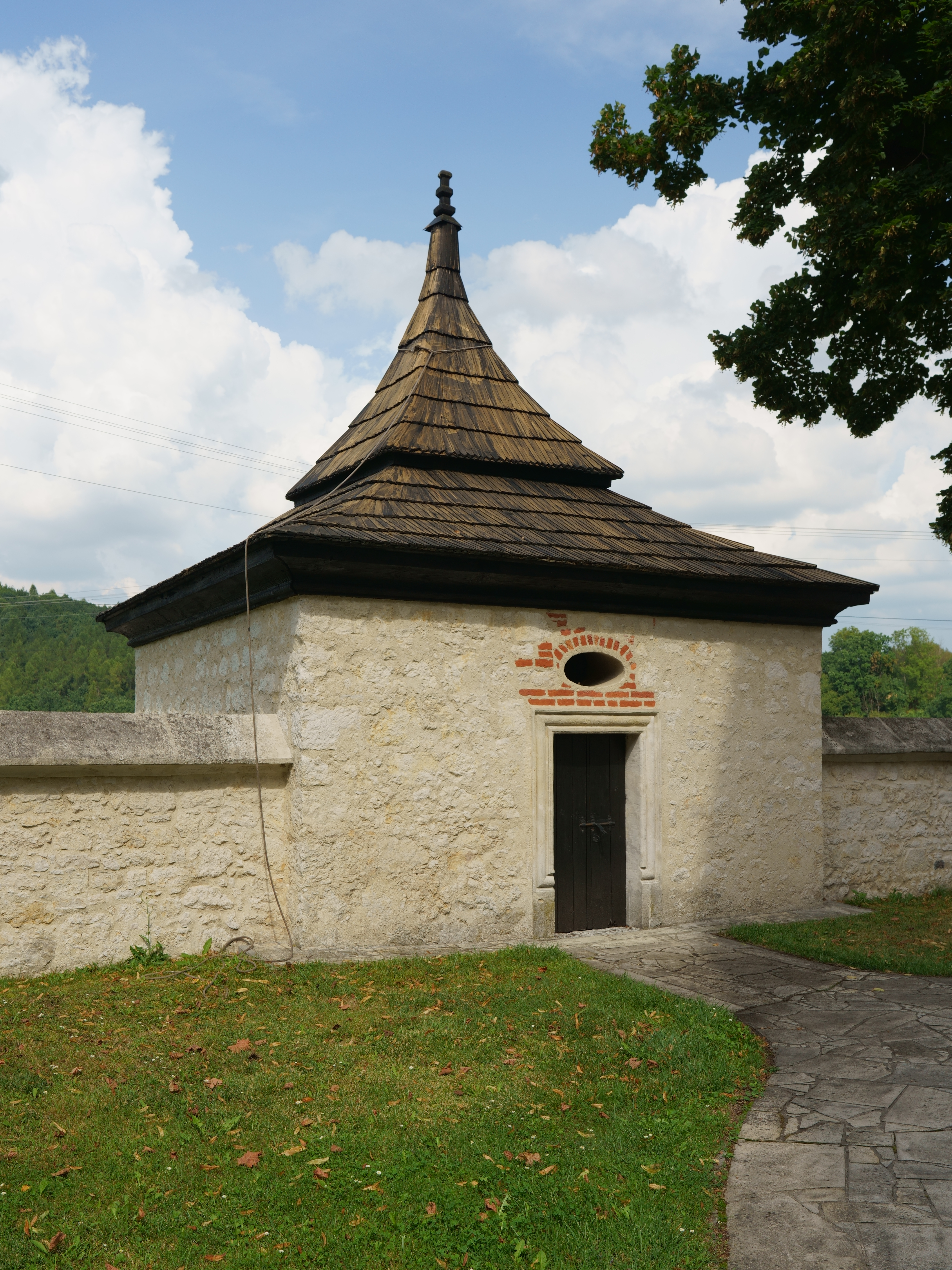
Kostnica
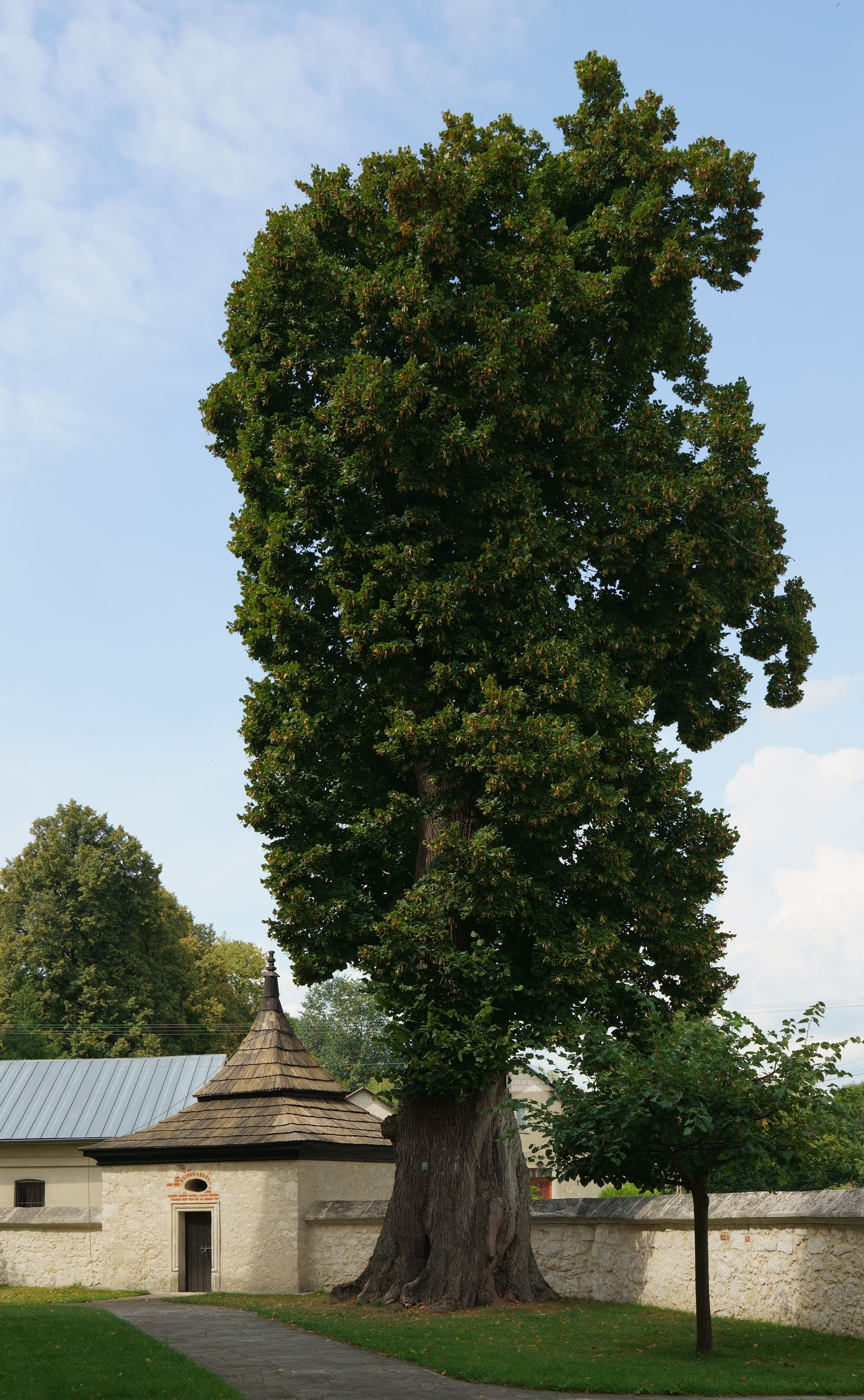
Pomnik przyrody, lipa drobnolistna
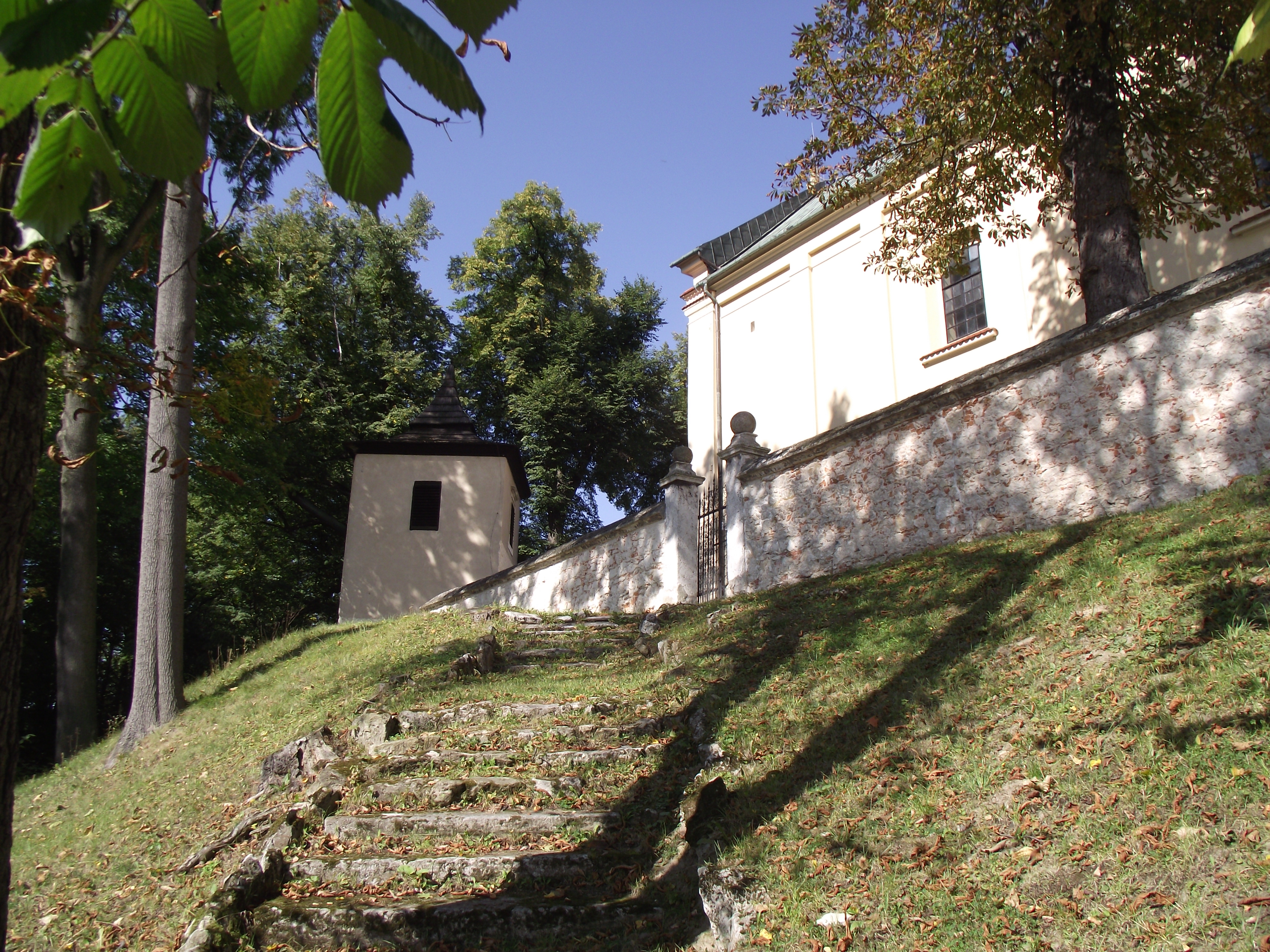
Stare schody do kościoła